# Saint-Georges-Antignac
 Saint-Georges-Antignac  es una población y comuna francesa, situada en la región de Poitou-Charentes, departamento de Charente Marítimo, en el distrito de Jonzac y cantón de Saint-Genis-de-Saintonge.

## Demografía
| 426 | 430 | 391 | 337 | 344 | 375 |
| Para los censos de 1962 a 1999 la población legal corresponde a la población sin duplicidades (Fuente: INSEE [Consultar]) |     |     |     |     |     |